# Paragryllodes borgerti
Paragryllodes borgerti is een rechtvleugelig insect uit de familie krekels (Gryllidae). De wetenschappelijke naam van deze soort is voor het eerst geldig gepubliceerd in 1909 door Karny.